# Lohr am Main
Pour les articles homonymes, voir Lohr (homonymie).

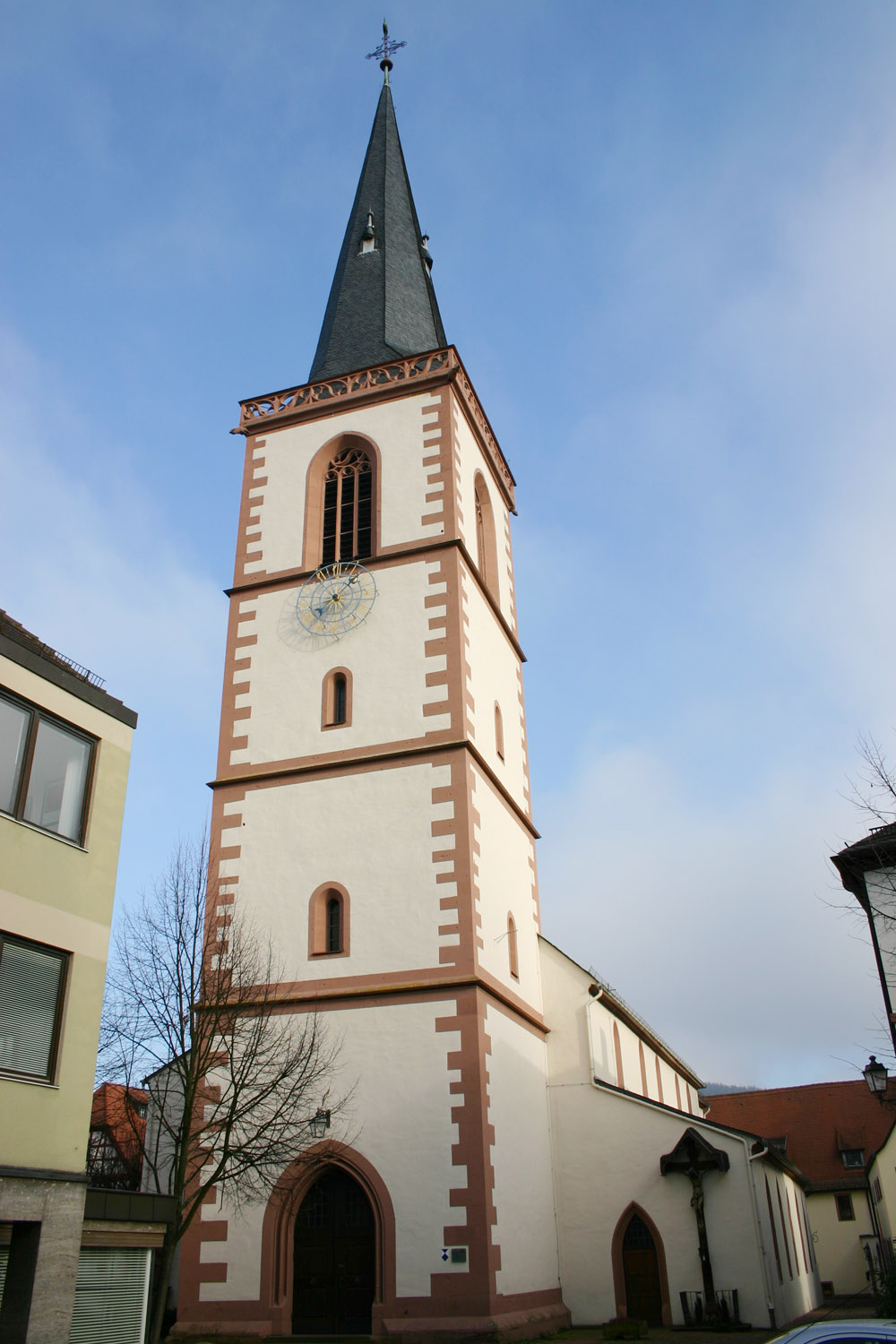
L'église St. Michael

Lohr am Main (officiellement : Lohr a.Main) est une ville de Basse-Franconie dans l'arrondissement du Main-Spessart en Bavière. Elle est située sur le Main dans le Spessart environ à mi-chemin entre Wurzbourg et Aschaffenbourg en Basse-Franconie. Lohr est le siège, mais n'est pas membre de la communauté d'administration Lohr am Main.

## Géographie

### Situation géographique
Lohr se trouve sur le flanc est du Spessart au niveau d'une courbe du Main, qui oblique alors vers le sud. Ici commence le Mainviereck (quartier sud du Spessart). La rivière Lohr se jette dans le Main à Lohr am Main (littéralement : Lohr sur le Main).

### Géologie
Le sous-sol est essentiellement constitué de roches sédimentaires. Dans le Spessart, on trouve beaucoup de grès du Trias inférieur (Buntsandstein : sous-étage du Trias inférieur en faciès germanique), à l'est se trouvent les paysages appelés fränkische Platte composés essentiellement de calcaire coquillier (Mishelkalk : sous-étage du Trias moyen).

### Organisation de la ville
Lohr am Main est constituée des quartiers suivants : Halsbach, Lindig, Pflochsbach, Rodenbach, Ruppertshütten, Sackenbach, Sendelbach, Steinbach, Wombach et Centre-ville.
Les territoires (Gemarkungen) suivants existent : Halsbach, Lohr a.Main, Pflochsbach, Rodenbach, Ruppertshütten, Sackenbach, Sendelbach, Steinbach, Wombach. Tous, à l'exception de Lohr a.main, sont d'anciennes communes rattachées à Lohr (voir plus bas) et réparties dans un rayon de quelques kilomètres autour de la ville.
En outre, la ville de Lohr am Main possède des terrains dans les limites d'autres municipalités, à savoir dans les territoires de Partenstein, Gemünden am Main, Rechtenbach.

### Communes limitrophes
Dans le sens des aiguilles d'une montre en commençant au nord : Partenstein, Frammersbach, Flörsbachtal, Fellen, Burgsinn, Rieneck, Neuendorf, Gemünden am Main, Karlstadt, Steinfeld, Neustadt am Main, Rechtenbach.

## Démographie
Ville de Lohr seule :
| 1910  | 1925  | 1933  | 1939   |
| ----- | ----- | ----- | ------ |
| 5 269 | 5 900 | 6 133 | 7 160, |

Commune de Lohr dans ses limites actuelles :
| 1910  | 1933   | 1939   | 2006   | 2009   |
| ----- | ------ | ------ | ------ | ------ |
| 8 504 | 10 113 | 10 279 | 16 031 | 15 863 |

## Histoire
| Appartenances historiques Comté de Rieneck 1295–1559 Électorat de Mayence 1559–1803 Principauté d'Aschaffenbourg 1803–1810 Grand-duché de Francfort 1810–1814 Royaume de Bavière 1814–1871 Empire allemand 1871–1918 République de Weimar 1918–1933 Reich allemand 1933–1945 Allemagne occupée 1945–1949 Allemagne de l'Ouest 1949–1990 Allemagne 1990–présent |

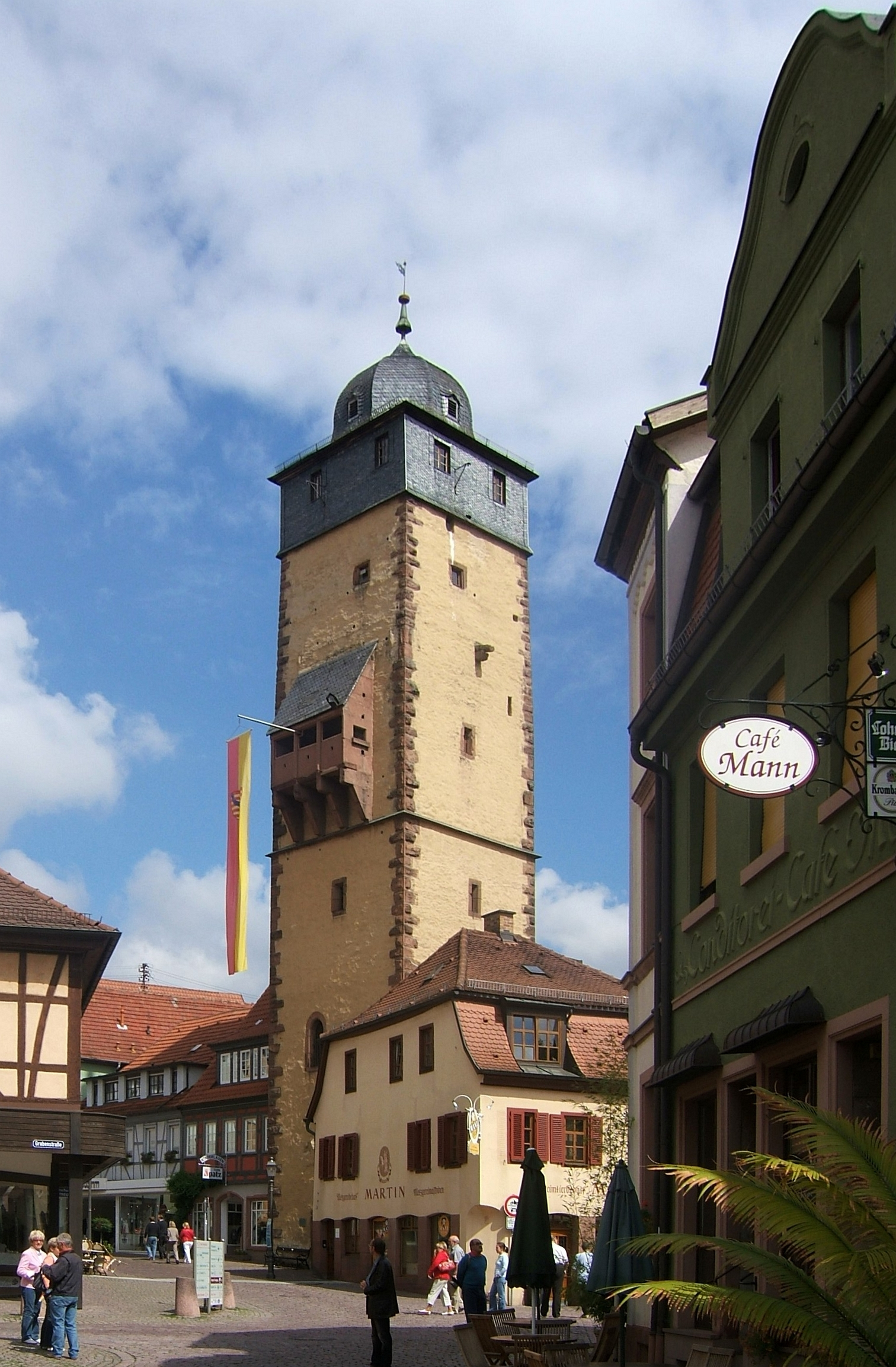
La tour de Bayer

La ville de Lohr am Main est peuplée depuis le VIIIe siècle et était le village central du comté de Rieneck dès l'année 1295 comme l'atteste un recès impérial. En 1333, Lohr devient officiellement une ville, comme l'attestent les discussions autour de l'héritier de la lignée disparue des comtes de Rieneck-Rothenfels. Les seigneurs étaient alors les comtes de Rieneck, sous la tutelle des princes-évêques de Mayence.
En 1559, après la mort du dernier comte de Rieneck Philippe III, Lohr est entrée dans le giron du prince-évêque de Mayence. De 1603 à 1618, beaucoup de citoyens furent victimes de la chasse aux sorcières, à la suite de la reconquête catholique (Rekatholisierung). Avec la fin du Saint-Empire romain germanique, le territoire du prince-évêque de Mayence revient à la principauté d'Aschaffenbourg, une section du grand-duché de Francfort, qui, en 1814, est annexée à la Bavière. Au cours des réformes administratives en Bavière, la municipalité actuelle est née avec l'édit communal de 1818.
Le vieux pont sur le Main a été construit en 1875.
En 1910, l'arrondissement de Lohr comptait 21 601 habitants à très grande majorité catholique (plus de 90 %). Il comptait 24 444 habitants en 1933 avec une petite communauté juive de 71 personnes.
Durant le régime nazi, plus de 600 malades (hommes, femmes, enfants) de l'hôpital psychiatrique furent exterminés ou déportés dans le cadre du programme d'eugénisme de l'État baptisé : Programme Aktion T4.
Le quartier de Lindig est fondé en 1936 et en 1939, la commune de Sendelbach fusionne avec Lohr. De 1972 à 1978, les fusions s'accélèrent avec les communes de Halsbach, Rodenbach, Ruppertshütten, Sackenbach, Steinbach, Wombach et Pflochsbach.
Lohr a été le chef-lieu d'un arrondissement jusqu'en 1972 et à la création en 1972 de l'arrondissement de Mittel-Main renommé en 1973 arrondissement de Main-Spessart dont le chef-lieu fut transféré dans la ville de Karlstadt-sur-le-Main. L'arrondissement de Lohr comptait 33 700 habitants en 1960 avant sa disparition (dont 5 000 réfugiés).
Sources:
Ruf, Theodor : Die Grafen von Rieneck. Genealogie und Territorienbildung (Les comtes des Rieneck. Généalogie et formation du territoire). Würzburg 1984

## Culture et monuments

### Musées

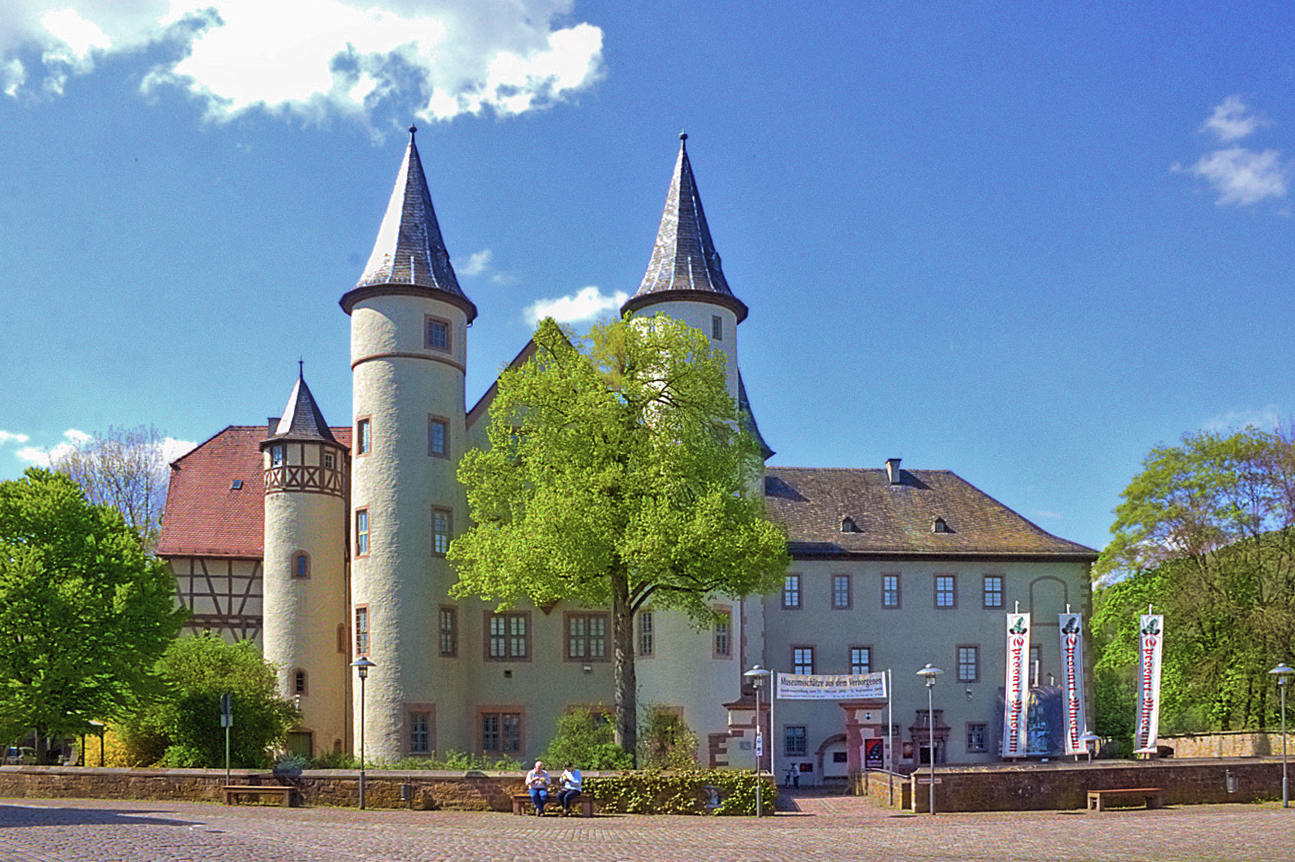
Château de Lohr

Le musée du Spessart, situé dans le château de Lohr qui, selon la légende, aurait vu naître Blanche-Neige, traite principalement d'économie et d'artisanat, mais également de l'histoire du  Spessart.
Dans le quartier Sendelbach, on trouve un musée de l'école avec comme secteur principaux l'Empire (1871-1918) et le troisième Reich (1933–1945).
Le plus petit musée d'Allemagne se trouve dans une ancienne maisonnette déclarée monument historique : Lothar Vormwald y expose des isolateurs de tous types.

### Monuments

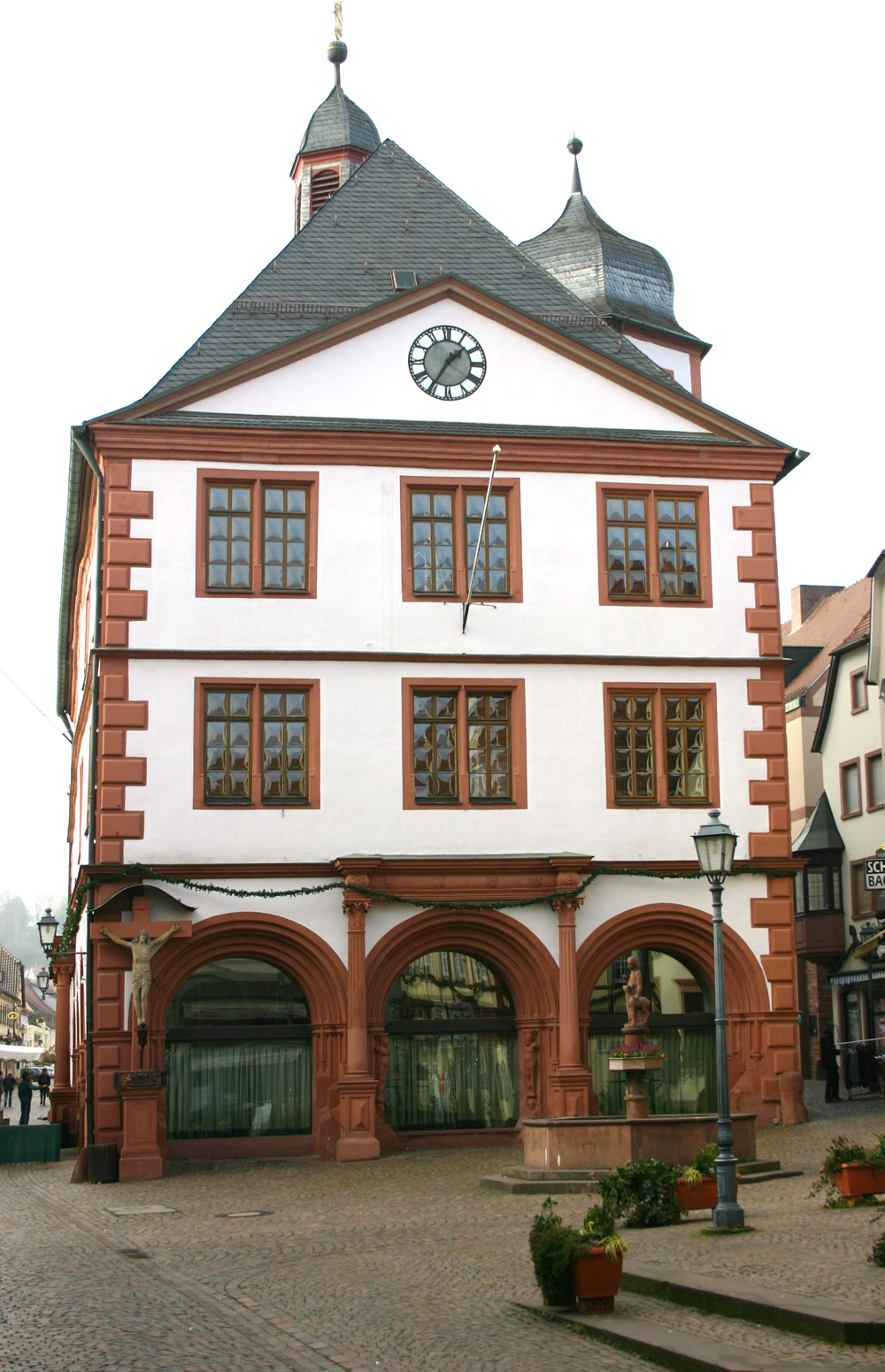
Ancienne mairie

Les principaux monuments sont l'ancienne mairie (1599-1602), le château de Lohr (XVe siècle - XVIIe siècle), la tour du Bayer (1330-1385), l'église St. Michael (XIIe siècle-XVe siècle), les restes des fondations de la ville,  le quartier historique des pêcheurs, la vieille ville dans le style bas-francon, le monastère de Mariabuchen et l'église et le château baroque à Steinbach.
Depuis 1875, le Main est enjambé par le vieux pont ; 100 ans plus tard, le nouveau pont de Lohr, long de 417 m, en béton précontraint s'est ajouté dans le paysage.

### Festivités
Le chemin de croix de Lohr (Lohrer Karfreitagsprozession) attire chaque année des milliers de visiteurs le vendredi saint. 13 miniatures représentent les souffrances du Christ. Les membres des différentes guildes d'artisans s'occupent de ces miniatures et les portent lors de la procession. L'origine de la procession parle d'elle-même : le XVIIe siècle vit le retour de la peste. Les habitants de Lohr promirent de faire pénitence sous forme d'une procession afin que la peste les épargne.
Une série de célébrations populaires est appelée l'été du Spessart (Spessartsommer) parmi celles-ci : la fête de la danse de Lohr, la fête de la vieille ville, le festival urbain et Lohr retentissant.
La fête du Spessart (Spessartfestwoche), qui se tient pendant dix jours autour du 1er août, revêt une importance grandissante. 	
Une tente de 4 500 places avec musique live, un jardin de dégustation de bière sur les rives du Main avec 2 000 places supplémentaires forment le cœur de l'organisation, une fête foraine avec des grandes roues et un grand feu d'artifice achève le tableau. En 2005, on a fêté le soixantième anniversaire de cet évènement.
Des spectacles de cabaret et de théâtre sont organisés à Lohr et dans les différents quartiers.

### Jumelage
Lohr est jumelée avec les villes suivantes :
- Přísečnice (Tchéquie) depuis 1956
- Burgeis ou Burgusio (Italie) depuis 1972
- Ouistreham Riva-Bella (France) depuis 1992
- Milicz (Pologne) depuis 2001

## Économie et infrastructure
Lohr est la principale place économique de l'arrondissement du Main-Spessart. Sur environ 12 000 employés assujettis à la sécurité sociale, seulement environ 5 500 habitent à Lohr. Le plus grand nombre, environ 6 200 employés, viennent chaque jour à Lohr. L'importance de Lohr peut se voir à la comparaison que l'on en fait avec Karlstadt. Par exemple, avec le même nombre d'habitants, Lohr am Main n'a qu'un endettement d'environ 160 euros par personne et trois fois plus de contrats de travail. Les recettes fiscales reflètent aussi les salaires importants des entreprises locales. En 2005, par exemple, elles s'élevaient à 1000 €/personne.

### Principales entreprises
Les employeurs importants de Lohr sont :
- Bosch Rexroth AG (hydraulique, construction mécanique, technique d'automatisation),
- L'hôpital psychiatrique,
- Gerresheimer Lohr GmbH,
- Nikolaus Sorg & Co GmbH,
- Hunger Hydraulik.

La ville de Lohr am Main est avec une surface boisée de plus de 4 000 ha le deuxième plus grand propriétaire forestier communal en Bavière. La forêt de la ville Lohr est une forêt mixte exploitée selon les principes du groupement d'entreprises d'économie forestière naturelle (ANW). La forêt de Lohr est certifiée depuis l'an 2000 selon les critères du Forest Stewardship Council (FSC).

## Transport

### Train
La voie Main-Spessart de Wurzbourg et Gemünden quitte la vallée du Main après Aschaffenbourg - Francfort et traverse le Spessart. 	
Aucun raccordement au transport à grande vitesse n'existe, bien que les conditions techniques soient réunies tant au niveau de la gare que de la courbure des voies. Les arrêts du ICE les plus proches sont Aschaffenbourg und Wurzbourg.

### Route
Lohr est desservie par la B 26, la B 276, la route d'État 2435 et la route d'État 2315. Les autoroutes les plus proches sont la BAB 3 (Munich - Wurzbourg - Francfort), sortie Weibersbrunn, Hösbach et Marktheidenfeld, ainsi que la BAB 7 (Wurzbourg - Kassel), sortie Hammelburg.

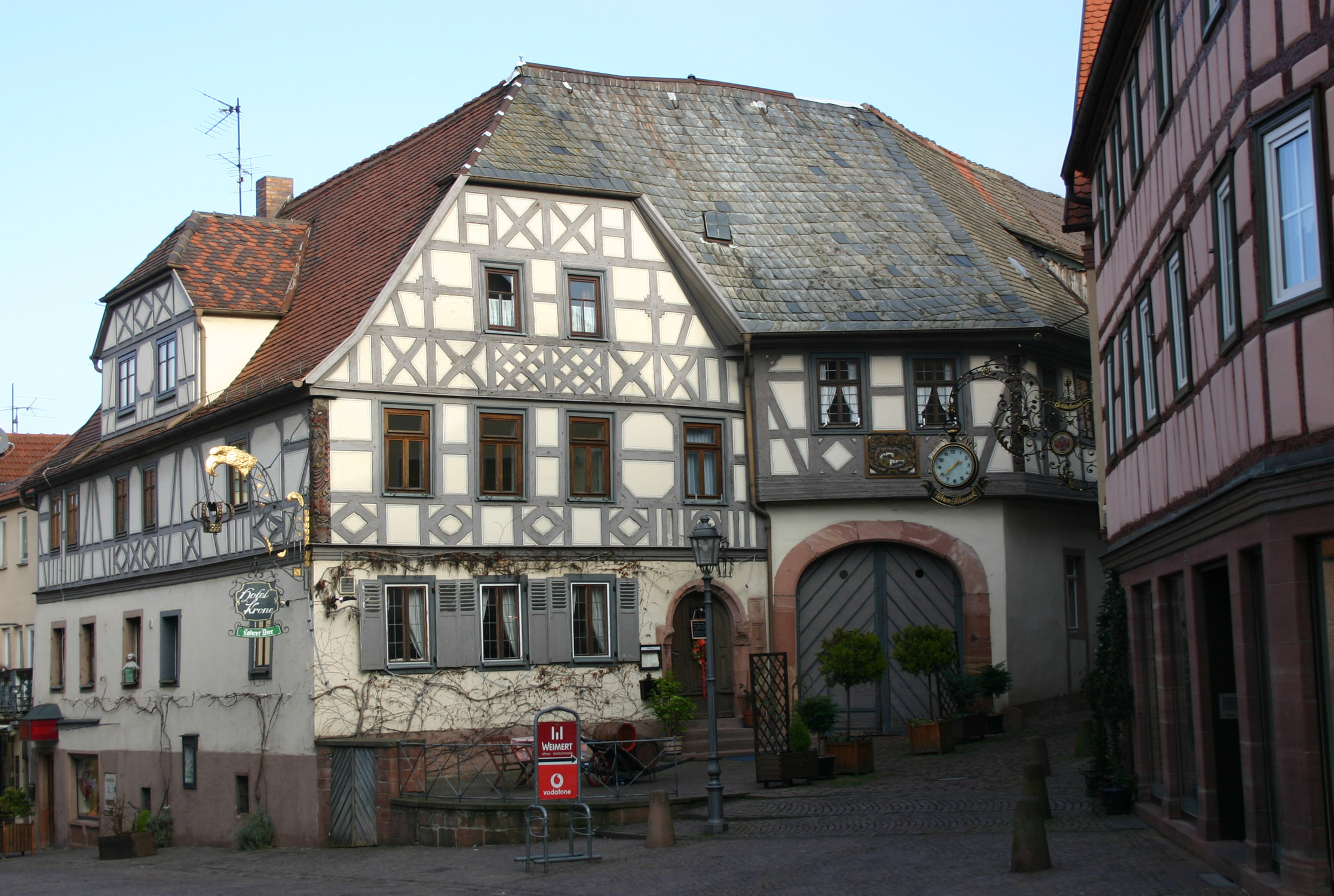
Hotel Krone 1589

### Voie fluviale
Le Main est une voie navigable fédérale de premier ordre, sous la direction du comité des eaux et de la navigation de Aschaffenbourg.

## Administration
Lohr dispose d'un hôpital fédéral (Kreiskrankenhaus) où l'on trouve les spécialisations suivantes : chirurgie, médecine interne, anesthésie, neurologie, gynécologie, urologie, ophtalmologie et ORL ainsi qu'un petit hôpital de district (Bezirkskrankenhaus) pour la psychiatrie, psychothérapie, médecine psychosomatique et médecine légale du district de Basse-Franconie.

### Formations/Enseignement
- École primaire élémentaire : Lohr au Main, Rodenbach, Ruppertshütten, Sackenbach, Sendelbach, Wombach
- École de promotion (Förderschule) - Centre de promotion pédagogique St. Kilian-Schule Marktheidenfeld - Lohr
- École primaire - Gustav-Woehrnitz-Volksschule Lohr am Main
- Realschule - Georg-Ludwig-Rexroth-Realschule
- Collège - Franz-Ludwig-von-Erthal-Gymnasium
- École professionnelle - École nationale professionnelle Main-Spessart avec l'école de construction professionnelle et le centre de formation
- Centre de formation professionnelle - Centre de formation professionnelle pour les soins aux malades
- École forestière - École forestière bavaroise
- École technique forestière - École bavaroise technique pour l'économie forestière.

Autres écoles :
- Centre de formation IGM
- Centre de formation École St. Nikolaus
- École de musique - École municipale de musique et de chant
- Université populaire - Université populaire de Lohr am Main

## Personnalités

### Enfants du pays
- Franz Christoph von Hutten (1706-1770), évêque de Spire (né à Steinbach)
- Frédéric-Charles Joseph d'Erthal (1719-1802), dernier prince-évêque de Mayence
- Franz Ludwig von Erthal (1730-1795), évêque de Bamberg et Wurzbourg
- Franz Anton Brendel (4 octobre 1735 - 23 mai 1799 à Strasbourg), évêque constitutionnel de Strasbourg pendant la Révolution
- Joseph Koeth (1870-1936), politicien et ministre de l’Économie du Reich
- Georg Ludwig Rexroth (1902-1992), entrepreneur et bienfaiteur
- Karlheinz Bartels (1937-2016), pharmacien et historien de la pharmacie
- Hermann Joha (né en 1960), cascadeur et gérant de la société de production de cascade Action Concept (→  Le Clown  ou  Alerte Cobra )
- Nadine Angerer (née en 1978), footballeuse, deux fois championne du monde avec l'Allemagne

## Divers
- Lohr est probablement la ville de naissance de Blanche-Neige ou, du moins, le lieu de naissance de ce conte.
- Les natifs de Lohr sont appelés Mopper, les autres étant les Schnüdel.